# Оберлига Юго-Запад
Оберлига Юго-Запад (нем. Fußball-Oberliga Südwest) — футбольная Оберлига, представляет собой часть пятого уровня системы немецких футбольных лиг; до создания в 2008 году Региональной лиги по футболу являлась четвёртым уровнем немецких футбольных лиг.

## История

### Современная история
Оберлига Юго-Запад — одна из семи футбольных оберлиг Германии. Лига была составлена из футбольных федераций Саара, Юго-Западной области и Рейнланда, следующей по возрастанию лигой является Региональная лига «Запад». Оберлига создана в 1978 году из лучших команд Любительских лиг (нем. Amateurliga) — Любительской лиги Рейнланда, Саара и Юго-Запада. До 2008 года, когда была создана Третья лига, Оберлига была четвёртой по сложности в системе футбольных лиг Германии.
С 2012 года лига является источником новых команд, которые будут подниматься вверх по системе лиг в новую региональную лигу «Юг»/«Юго-Запад», такой же будет судьба и команд-победительниц лиг Гессенлиги, и оберлиги Баден-Вюртемберг..